# Ferrari 340
Pour les articles homonymes, voir Ferrari et 340.
La Ferrari 340 est une série de voiture de sport à moteur V12 du constructeur automobile italien Ferrari, déclinée entre 1950 à 1954 en divers versions GT et compétition,.

## Histoire
Le motoriste Ferrari Aurelio Lampredi développe entre 1948 et 1959 sa série de moteurs Ferrari V12 Lampredi (en) (concurrente des moteur Ferrari V12 Colombo et  moteur Ferrari V12 Jano de  l'époque) avec des cylindrées de 3,3  4,1 et 4,5 L, utilisés à partir de 1950 sur les Ferrari 275 S (en), Ferrari 275 F1, Ferrari 340, et Ferrari 375...

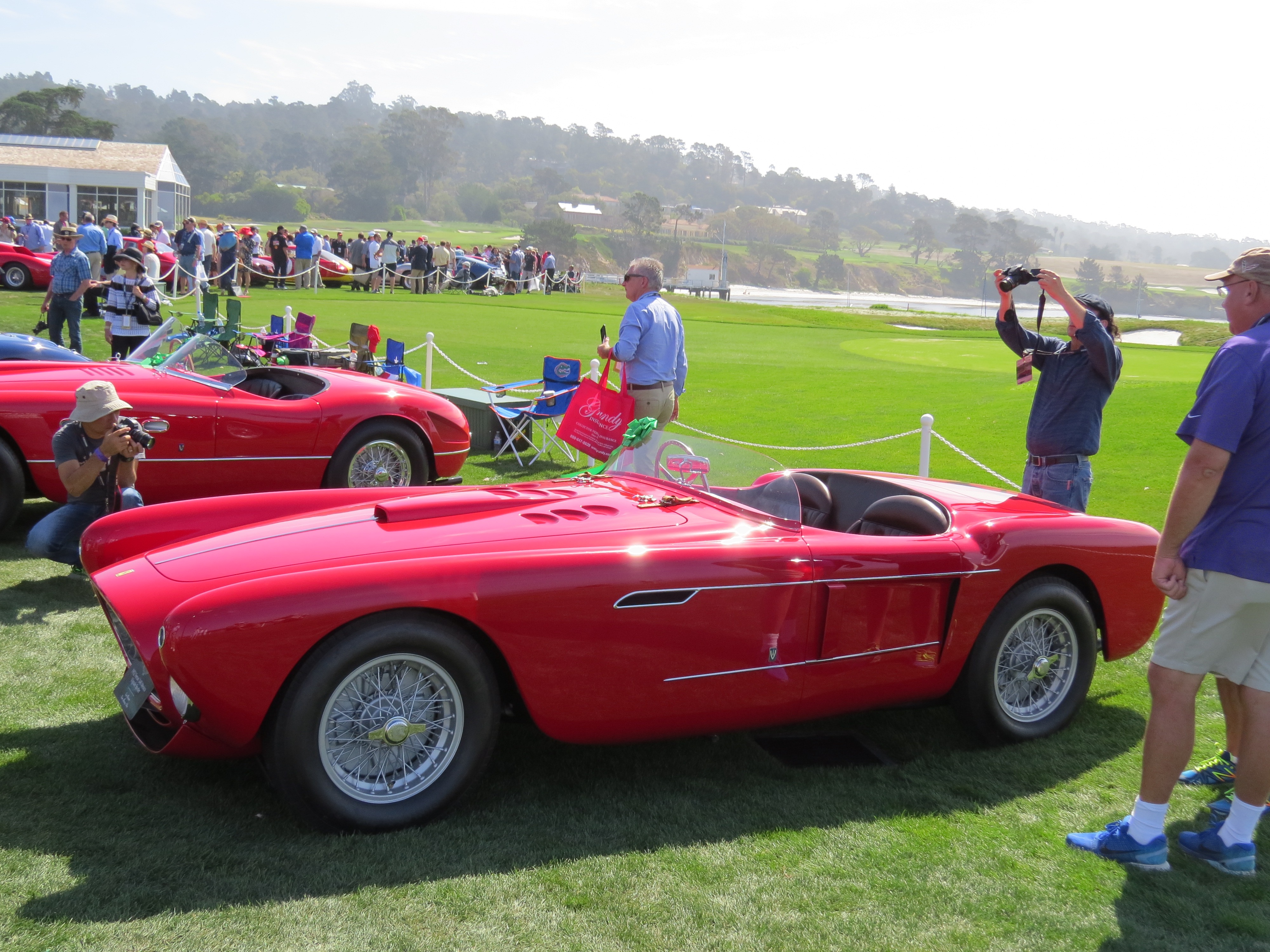
Ferrari 340 Mexico
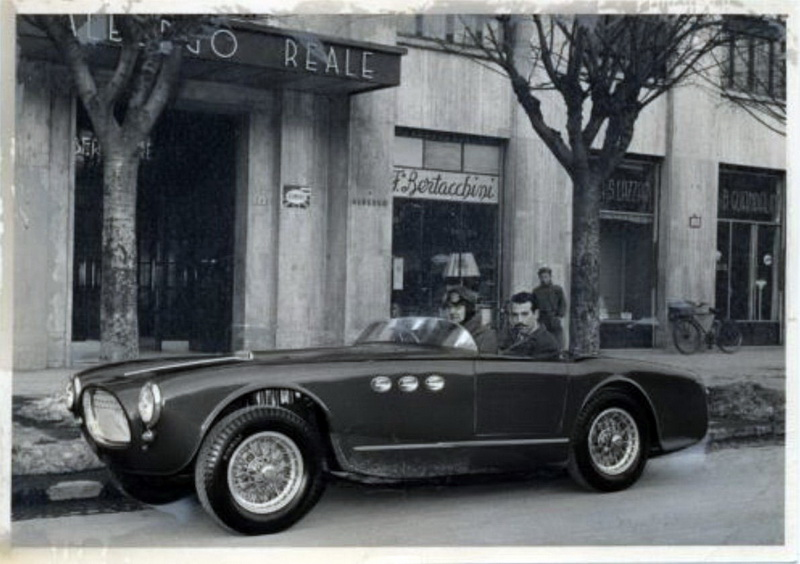
Ferrari 340 Vignale GT

Les Ferrari 340 sont déclinées en divers variantes de carrosseries, telles que Pininfarina, Scaglietti, Touring, Vignale, Ghia..., dont :
- 1950 : Ferrari 275/340
- 1951 : Ferrari 340 America
- 1952 : Ferrari 342 America
- 1952 : Ferrari 340 Mexico Vignale
- 1953 : Ferrari 340 MM (Mille Miglia)
- 1953 : Ferrari 340/375

## Palmarès partiel
Les Ferrari 340 remportent en particulier :
- 1951 : Mille Miglia - Ferrari 340 America Berlinetta Vignale
- 1953 : Mille Miglia 1953 - Ferrari  340 MM Vignale Spider
- 1953 : Championnat du monde des voitures de sport 1953
- 1954 : 24 Heures du Mans 1954 - Ferrari 340/375
- 1954 : Carrera Panamericana - Ferrari 340/375

Quelques modèles
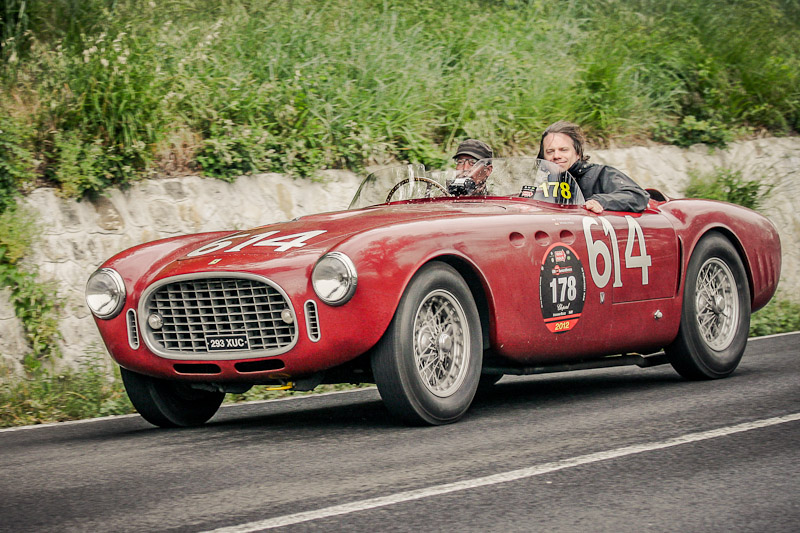
Ferrari 340 America Spyder Vignale
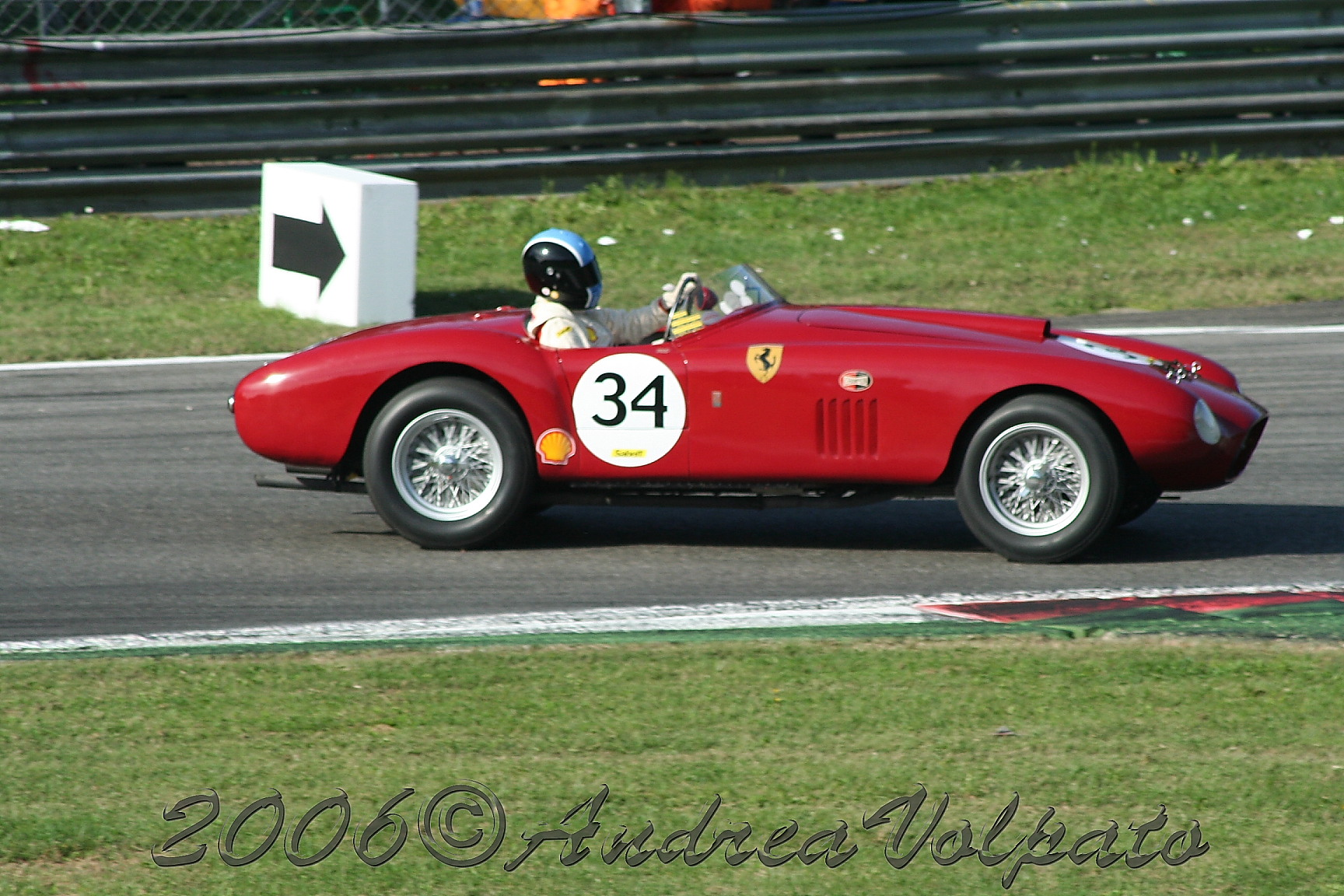
Ferrari 275/340 Scaglietti
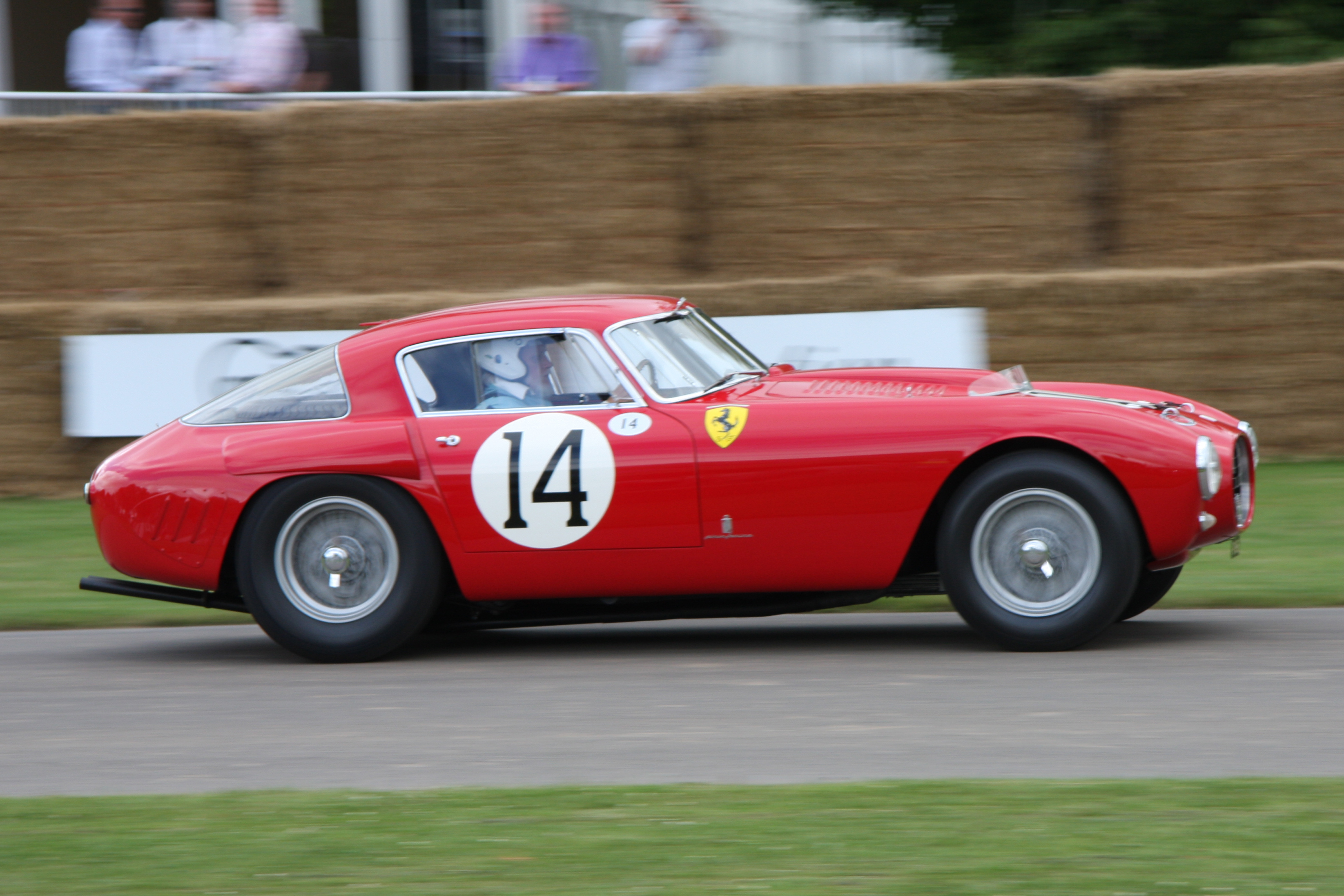
Ferrari 340/375 MM
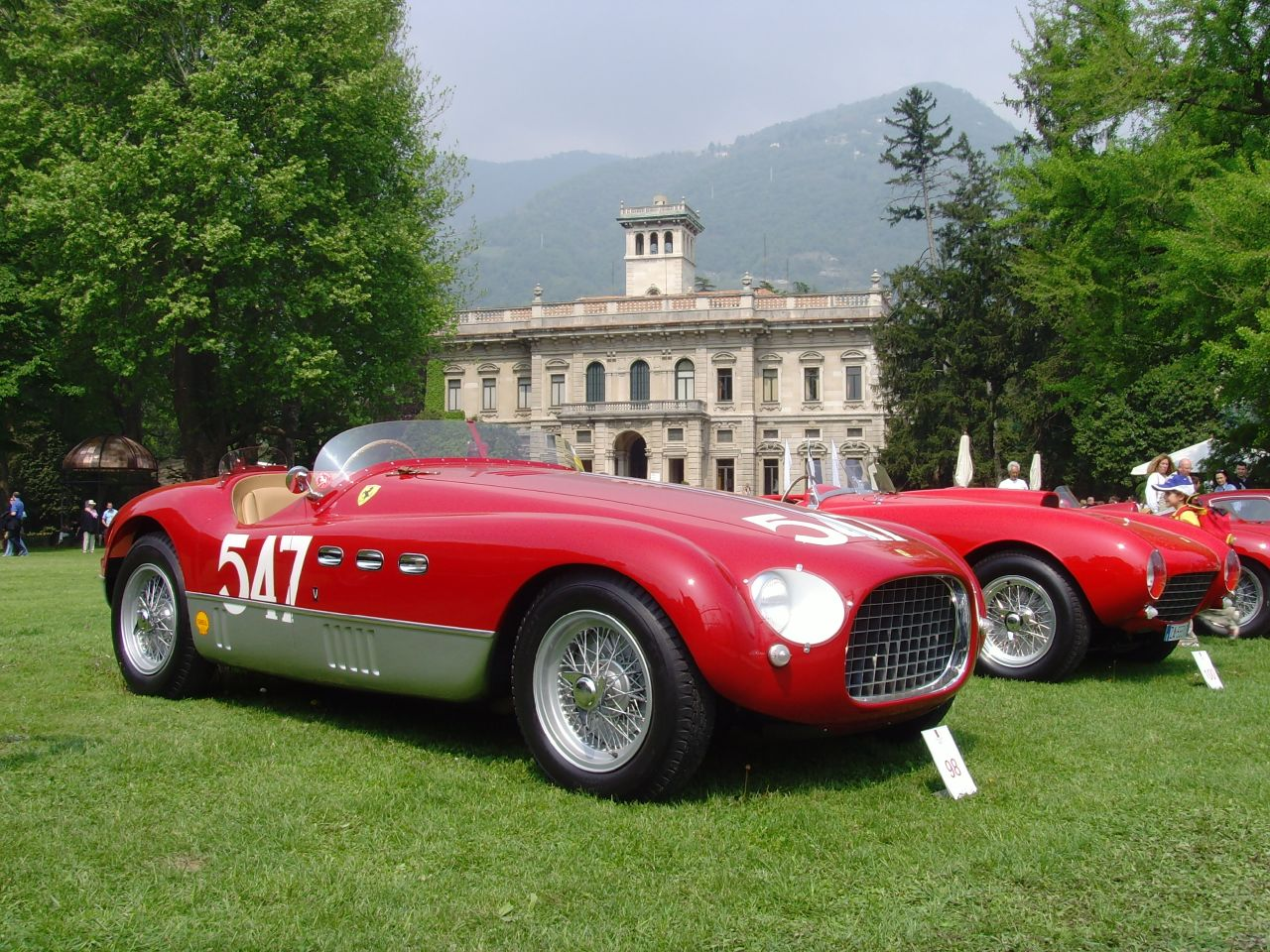
Ferrari 340 MM (Mille Miglia)
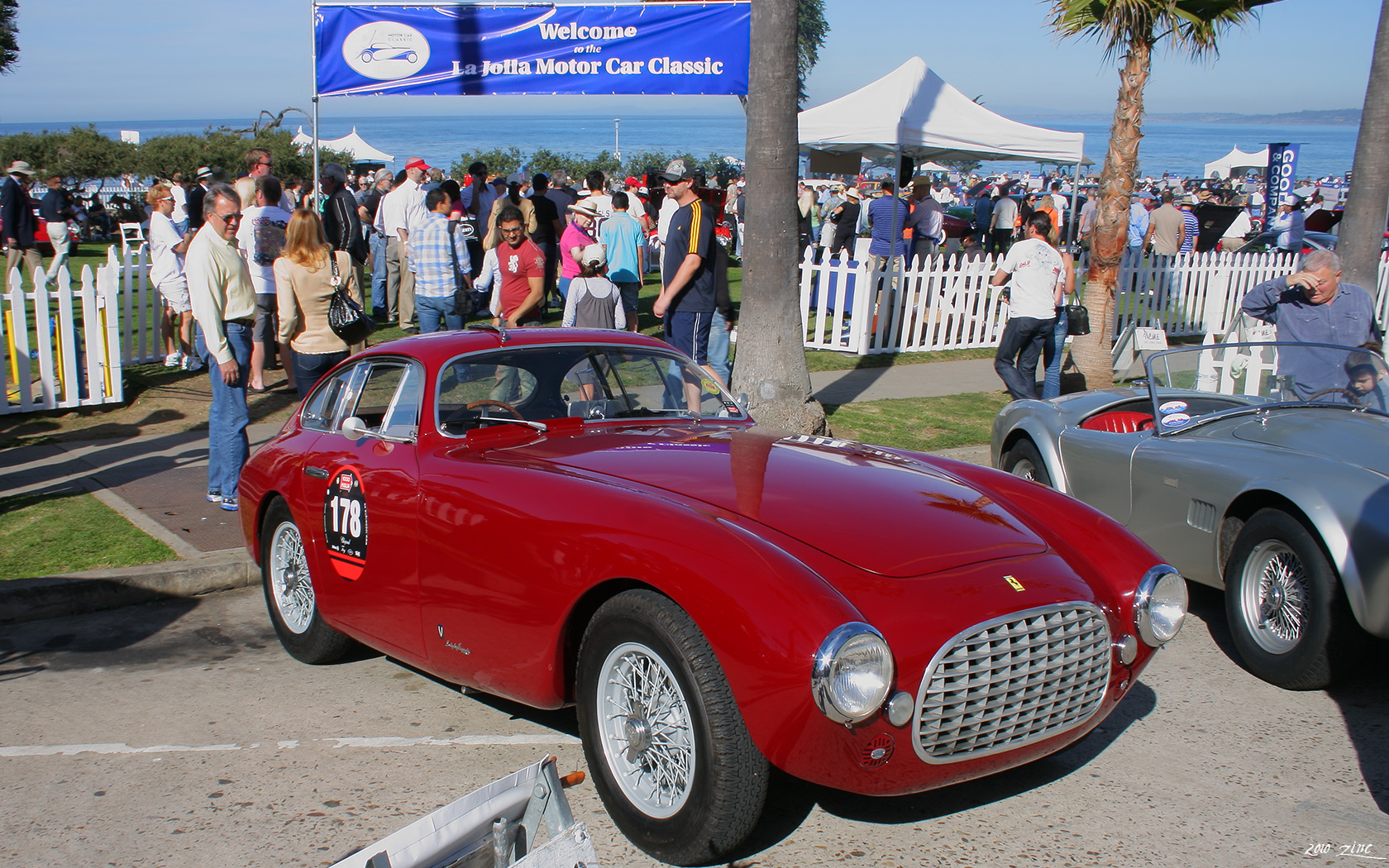
Ferrari 340 America